# Quốc lộ 7
Quốc lộ 7 (còn được gọi là Quốc lộ 7A) là quốc lộ dài 220 km, nằm hoàn toàn trong địa phận tỉnh Nghệ An.

## Lộ trình
Điểm đầu của quốc lộ 7 cắt với tuyến đường sắt Bắc - Nam tại thị trấn Diễn Châu, huyện Diễn Châu (giao với Quốc lộ 1); điểm cuối tại cửa khẩu Nậm Cắn (biên giới Việt - Lào thuộc xã Nậm Cắn, huyện Kỳ Sơn). Quốc lộ này chạy qua các huyện Diễn Châu, Yên Thành, Đô Lương, Anh Sơn, Con Cuông, Tương Dương, Kỳ Sơn. Hầu hết thị trấn huyện lỵ của các huyện nói trên (Diễn Châu, Đô Lương, Kim Nhan, Trà Lân, Thạch Giám, Mường Xén) đều nằm trên Quốc lộ 7.
Quốc lộ 7 còn giao với các con đường như: Quốc lộ 1, Quốc lộ 15, Quốc lộ 46, đường tỉnh 534, đường tỉnh 538, đường Hồ Chí Minh, đường cao tốc Bắc – Nam phía Đông, đường tỉnh lộ 27D (Anh Sơn), đường tỉnh lộ 496 (Đô Lương) đường Hồ Tông Thốc (Tương Dương) và đường Đặng Thúc Hứa (Yên Thành).
Quốc lộ 7 còn chạy sang Lào. Tuyến đường này bên Lào cũng được gọi là Quốc lộ 7. Tuyến đường này dài 65 km và nó giao nhau với đường 1C ở Lào (hay còn gọi là đường Soxomphone)

## Thông số chung

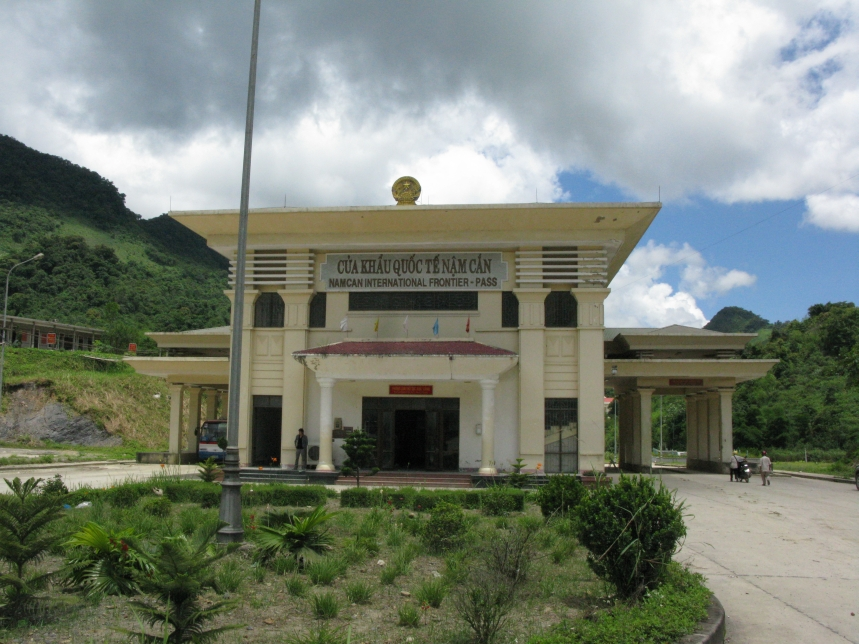
Cửa khẩu quốc tế Nậm Cắn, điểm cuối quốc lộ 7A. Bên kia biên giới là cửa khẩu Nam Karn, Lào, điểm cuối quốc lộ 7 (Lào)

- Đường được đổ nhựa hoàn toàn; mặt đường rộng từ 3,5 đến 10 m.
- Đoạn Diễn Châu - Đô Lương đã được san bê tông bằng phẳng, qua khu vực đông dân cư.
- Đoạn Đô Lương - Nậm Cắn dài 192 km, chạy dọc sông Cả, gần Nậm Cắn đường qua đèo Mường Xén dài 22 km, độ dốc 10-12%, đường hẹp, xe tránh nhau khó khăn, nhiều đoạn có vách ta luy cao hay bị sạt lở vào mùa mưa. Tuy nhiên vào năm 2015 chính phủ đã mở rộng mặt đường nhiều đoạn và làm thêm nhiều cầu mới nên đoạn đường từ thị trấn Đô Lương lên đến đường Hồ Chí Minh tương đối rộng rãi và tốt.